# Plikowicze
Plikowicze (biał. Плікавічы, ros. Пликовичи) – wieś na Białorusi, w obwodzie mińskim, w rejonie wilejskim, w sielsowiecie Kurzeniec.

## Historia
W czasach zaborów wieś w okręgu wiejskim Kurzeniec, w gminie Kurzeniec, w powiecie wilejskim, w guberni wileńskiej Imperium Rosyjskiego. W 1865 roku liczyła 97 mieszkańców (47 dusz rewizyjnych) w 10 domach, należała do dóbr Kurzeniec, własność Górczynów.
W latach 1921–1945 wieś leżała w Polsce, w województwie wileńskim, w powiecie wilejskim, w gminie Kurzeniec.
Według Powszechnego Spisu Ludności z 1921 roku zamieszkiwały tu 142 osoby, 25 było wyznania rzymskokatolickiego a 117 prawosławnego. Jednocześnie 25 mieszkańców zadeklarowało polską a 117 białoruską przynależność narodową. Było tu 26 budynków mieszkalnych. W 1931 w 31 domach zamieszkiwało 160 osób.
Wierni należeli do parafii rzymskokatolickiej i prawosławnej w Kurzeńcu. Miejscowość podlegała pod Sąd Grodzki w Wilejce i Okręgowy w Wilnie; właściwy urząd pocztowy mieścił się w Kurzeńcu.
W wyniku napaści ZSRR na Polskę we wrześniu 1939 miejscowość znalazła się pod okupacją sowiecką. 2 listopada została włączona do Białoruskiej SRR. Od czerwca 1941 roku pod okupacją niemiecką. W 1944 miejscowość została ponownie zajęta przez wojska sowieckie i włączona do Białoruskiej SRR.
Od 1991 w składzie niepodległej Białorusi.